# Hypogée de Torre del Ram
L'hypogée de Torre del Ram est un hypogée situé dans la municipalité de Ciutadella de Menorca, sur l'île de Minorque, dans l'archipel des Baléares, en Espagne. L'hypogée a servi de lieu de sépulture durant l'Âge du bronze.

## Description
L'entrée de l'hypogée est constituée de gros blocs de pierre. C'est l'un des meilleurs exemples d'hypogée à plan allongé visibles à Minorque. L'édifice est composé d'une chambre funéraire en forme de rectangle allongé (8,80 m de longueur, 2,50 m de largeur et 1,95 m de hauteur) et d'un couloir en escalier mesurant 2,60 m de longueur. La chambre comporte une banquette sur tout le périmètre de ses murs. Le tumulus qui recouvrait l'hypogée a été partiellement conservé.  
L'intérieur de l'hypogée comporte des gravures qui représentent, de manière schématique, trois voiliers et d'autres figures indéterminées. Il s'agit de graffitis datés, selon les auteurs, de l'époque punique, romaine, voire médiévale.
L'hypogée a été réutilisé comme abri pour le bétail, et la couche archéologique d'origine a été complètement détruite par cet usage. Par comparaison avec d'autres sépultures similaires, pour lesquelles on dispose de plus de données archéologiques, on a estimé que l'hypogée a pu être utilisé entre 1700 et 1400 av. J.-C. environ, durant la période Naviforme.